# Dimitris Nikolaou
Dimitrios "Dimitris" Nikolaou (Chalkida, 13 de agosto de 1998) é um futebolista profissional grego que atua como defensor. Atualmente joga pelo Spezia.

## Carreira

### Olympiakos
Dimitris Nikolaou se profissionalizou no Olympiacos, em 2016.

## Títulos
Olympiakos
- Superliga Grega: 2015–16, 2016–17